# Freatisch vlak

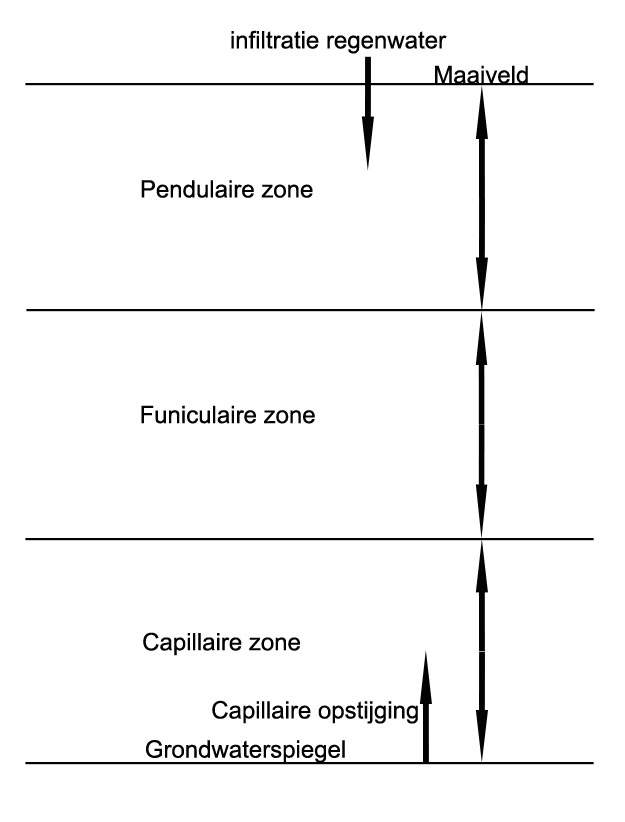
Verschillende bodemzones boven het grondwater

Het freatisch vlak, ook grondwaterspiegel of grondwatertafel genoemd, is de spiegel van het grondwater, die voorkomt in de verzadigde zone en waar alle grondporiën met water gevuld zijn. Het water beneden het freatisch vlak wordt freatisch grondwater genoemd, de grond eronder is volledig verzadigd.

## Etymologie
Het bijvoeglijk naamwoord 'freatisch' betekent 'met betrekking tot het grondwater' en is afgeleid van het Griekse phrear ('bron') of phreatos ('waterput').

## Vorm
Het freatisch vlak kan zichtbaar gemaakt worden door een peilbuis te plaatsen of gat in de grond te graven tot het grondwater zichtbaar wordt. Daarna moet een poosje gewacht worden, omdat door verwijdering van de grond de druk die deze grond op het grondwater uitoefende verdwenen is en het grondwater dus nog iets omhoog zal komen.
Door schommelingen in de grondwaterstand onder invloed van de hoeveelheid neerslag en de verdamping door planten wisselt het freatisch vlak in gronddiepte. In het bodemprofiel is dit duidelijk zichtbaar door een andere kleur van de grond. Het freatisch vlak bevindt zich op die diepte waar het grondwater een druk heeft die gelijk is aan de atmosferische druk.
Het freatisch vlak in de grond van een vlak gebied heeft 's winters tussen twee sloten (met gelijkblijvend peil) een bolle en 's zomers een holle vorm, doordat 's winters de hoeveelheid neerslag groter is dan de verdamping. In dit zomer is dit net andersom.

## Water boven het freatisch vlak
Het boven het freatisch vlak aanwezige grondwater (bodemvocht) komt voor als:
- capillair grondwater, dat in de dunne poriën, kleiner dan 30 μm zit en nog contact maakt met het grondwater. Door de capillaire werking stijgt het grondwater in de poriën. In zandlagen kan het water via capillariteit enkele centimeters boven het freatisch vlak uitstijgen, bij een kleilaag kunnen dit door de kleine poriën meerdere meters zijn.
- adhesiewater, dat als een dun filmpje om vaste gronddeeltjes zit.
- hangwater, ook wel sejunctie of pendulair grondwater genoemd. Dit water zit ook in poriën maar heeft geen verbinding met het grondwater. Dit komt bijvoorbeeld voor bij hooggelegen zandgronden.
- zwelwater, dat in de vaste bodemdeeltjes van klei en humus zit.

## Plantengroei
Voor de meeste vaatplanten is er beneden het freatisch vlak geen wortelgroei mogelijk, doordat er geen met lucht gevulde poriën aanwezig zijn en het aanwezige grondwater onvoldoende zuurstof bevat. Moerasplanten, oeverplanten en planten die in vaak overstroomde gebieden groeien hebben speciale aanpassingen waardoor de wortels toch voldoende zuurstof krijgen, zoals moerascipres en mangrove die ademwortels hebben, rijst, die met elkaar in verbinding staande luchtkanalen in stengels en wortels heeft en wilg. 
Planten hebben een verschillende mate van afhankelijkheid van het freatisch vlak. Voor de beoordeling van vegetaties heeft Londo een indeling van freatofyten van planten voorgesteld.

## Effect op gewasopbrengst

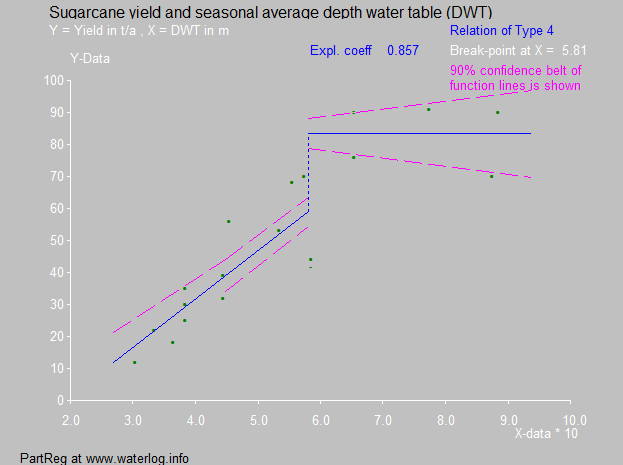
Opbrengst van suikerriet en diepte van de grondwaterstand, Australië. De kritische diepe is 0,6 m.

Voor de meeste landbouwgewassen moet de grondwaterspiegel zich op een minimum diepte bevinden, omdat er bij ondiepere grondwaterstanden opbrengstverlies optreedt. Voor enkele belangrijke gewassen is een classificatie opgesteld:
DGWS = Diepte van GrondWaterSpiegel
| Gewas en plaats          | Tolerantie DGWS (cm) | Classificatie | Toelichting                                       |
| ------------------------ | -------------------- | ------------- | ------------------------------------------------- |
| Tarwe, Nijldelta, Egypte | 45                   | zeer tolerant | weerstaat ondiepe grondwaterspiegels              |
| Suikerriet, Australië    | 60                   | tolerant      | grondwaterspiegel moet dieper zijn dan 60 cm      |
| Banaan, Suriname         | 70                   | lichtgevoelig | opbrengst loopt terug bij dieptes lager dan 70 cm |
| Katoen, Nijldelta        | 90                   | gevoelig      | katoen heeft "droge voeten" nodig                 |